# معركة تريبيا
كانت  معركة تريبيا  (بالإنجليزية: Battle of the Trebia)‏، أول المعارك الكبرى خلال الحرب البونيقية الثانية والتي دار القتال فيها بين القرطاجيين بقيادة حنبعل والرومان بقيادة تيبيريوس لونجيوس في شتاء عام 218 ق.م. كانت هزيمة مدوية للرومان كلفتهم خسائر فادحة، ورغم نجاح أكثر من 10,000 من الرومان في تحقيق مهمتهم في المعركة، إلا أنهم إضطروا للتراجع نتيجة الهزيمة إلى بياتشينزا. في هذه المعركة، استطاع حنبعل استغلال نقاط تفوق الرومان لصالحه من خلال إحدى خططه الدقيقة والمبتكرة، عندما هاجم القائد الروماني لونجيوس، في ظل ظروف صعبة، القرطاجيين في حركة متهورة ينقصها بُعد النظر، فأوقع بقواته في فخ دون أن يدرك ذلك.
وقعت المعركة على الضفة اليسرى لنهر تريبيا، بالقرب من نقطة التقائه مع نهر بو.

## استعدادات الطرفين

### وصول حنبعل
اشتعلت الحرب البونيقية الثانية في عام 219 ق.م، عندما هاجم حنبعل مدينة ساغونتو المتحالفة مع الرومان في هسبانيا. بعد تدمير المدينة، انطلق حنبعل بقواته لغزو إيطاليا، عابرين نهر أبرة وهو الحد الفاصل بين منطقتي النفوذ الرومانية والقرطاجية. بعد ذلك، عبر حنبعل جبال الألب بخسائر مذهلة، ثم انتصر حنبعل في صراع غير متكافئ على الرومان في معركة تيسينيوس. استطاع حنبعل بعد ذلك أن يعقد تحالفات مع القبائل الغالية التي تسكن شمال إيطاليا، والذين زودوه بالرجال حتى وصل عدد جيشه إلى 90,000 رجلاً (80,000 جندي مشاة و 10,000 فارس). وعلاوة على ذلك، استطاع حنبعل السيطرة على مقاطعة غاليا كيسالبينا الرومانية، والتي زودت القرطاجيون بالإمدادات والدعم.

### وصول تيبيريوس لونجيوس
أمر مجلس الشيوخ الروماني تيبيريوس لونجيوس الذي كان متمركزاً بجيشه في صقلية بتعزيز جيش بابليوس سكيبيو والذي كانوا يجهلون في ذلك الوقت أنه أصيب خلال معركة تيسينيوس، ومن ثم انسحابه إلى التلال الواقعة جنوب بياتشينزا. تحولت القبائل الغاليّة ضد الرومان وتحالفت مه حنبعل. عسكر حنبعل بقواته في سهل يقع أسفل معسكر سكيبيو، مستفيداً من دعم الغاليين.
تلقي لونجيوس أوامر مجلس الشيوخ في ليلبايوم في صقلية، وأمر رجاله بأن ينطلقوا على أن يكون مكان تجمعهم في ريميني إلى الجنوب من نهر بو. ولم يمض وقت طويل حتى وصلت فيالقه إلى هناك. ولم يتوقف الرومان عند المدينة، ربما لأن فرسان حنبعل النوميديين، قد أحرقوا القلعة الرومانية. عسكر الرومان جنوب المدينة، بعد 40 يوماً من مغادرتهم جزيرة صقلية، بينما عبر حنبعل نهر تريبيا وعسكر على ضفته اليسرى.

### الاستيلاء على كلاستيديوم
نظراً لانضمام الغاليين لحنبعل يوميا وبأعداد غفيرة، وجد حنبعل أن حجم جيشه أصبح عبئا على المجتمعات المحلية التي لن تستطيع توفير المؤن لهذه الأعداد، لذا قرر الاستيلاء على مستودع الغلال الروماني في كلاستيديوم. وبدلا من مهاجمة المستودع، وجد حنبعل أنه يمكن رشوة القائد داسيوس برنديسيوس، والذي لم يكن رومانياً، بـ 400 قطعة من الذهب. عامل حنبعل الحامية بعد ذلك بلطف، مما يوحي بأن حسن المعاملة كان جزءاً من الصفقة.

### تمرد الغاليين
لأسباب غير معروفة، تعرض القرطاجيين لخيانة من القبائل الغالية التي تسكن المنطقة. أرسل حنبعل 5,000 جندي مشاة و 1,000 فارس لتدميرهم قرية قرية.
استغاث الغاليون بالرومان، فأرسل لونجيوس عدداً غير معروف من الفرسان عبر النهر مع 1,000 من المشاة، الذين اشتبكوا مع القرطاجيين ودفعوهم إلى العودة لمعسكر حنبعل. أرسل القرطاجيون تعزيزات لقواتهم المشتبكة فأعادوا الرومان للنهر، والذين أرسلوا بدورهم تعزيزات من معسكرهم. أوقف حنبعل الهجوم القرطاجي لأن هذا لم يكن الوقت ولا المكان الذي يختاره، ولكنه اشتباك حدث بالمصادفة. اعتقد لونجيوس أنه حقق انتصاراً بنفس السلاح الذي خسر به سكيبيو وهو الفرسان.
أدرك حنبعل أنه من السهل استدراج لونجيوس للمعركة، لذا وضع خطته لاستدراج لونجيوس ليعبر النهر حيث سيمكنه ذبح قواته دون أن تصلهم مساعدة من معسكرهم.

### مشاورات الرومان
أوحى انتصار الفرسان في اليوم السابق للرومان بالثقة. عزم لونجيوس على السعي نحو معركة حاسمة في أقرب وقت ممكن. نصح سكيبيو لونجيوس بأن يؤجل القتال لما بعد الشتاء، حيث أن السلتيين معروفون بتقلبهم، فلن يبقوا على ولائهم للقرطاجيين إن طالت فترة انتظار المعركة. استغل لونجيوس إصابة سكيبيو وتجاهل نصيحته منفرداً بالقرار مقرراً المضي قدماً في الهجوم.

## القوات

### الرومان
بعد عودته من ماساليا، اندرج تحت قيادة سكيبيو ثلاث فيالق رومانية أي ما يقدر بـ 12,000 جندي مشاة و 900 فارس بالإضافة إلى عدد غير محدد من حلفاء الرومان، أي ما لا يقل عن 5,000 رجل. أي أن المجمل ما لا يقل عن 18,000 رجل. أمر مجلس الشيوخ الروماني القبائل الحليفة للرومان بدعم سكيبيو، إلا أن قواته تقلصت بعد أن تخلى عنه بعض حلفائهم بعد الخسارة في معركة تيسينيوس، ليصبح عدد قواته حوالي 25,000 رجلاً.
وكان تحت إمرة لونجيوس فيلقان، وعدة آلاف من الحلفاء، أي حوالي 15,000 رجل. وبالرغم من أن جيش سكيبيو كان الأكبر عدداً مما يعطي له الحق في القيادة عند القتال، إلا أن أيا من القنصلين، لم يكن له الحق بأن يترأس الآخر دون إذن مجلس الشيوخ. وهكذا فإن العدد الفعلي للقوات الرومانية قبل المعركة قُدّر بـ 16,000 - 18,000 جندي روماني، و 20,000 جندي حليف، بالإضافة إلى 4,000 فارس.

### القرطاجيون
على الرغم من أن تيتوس ليفيوس وبوليبيوس يجزمان بأن حنبعل وصل إلى تريبيا مع ما يصل إلى 90,000 رجل، إلا أن كليهما ذكر بأنه خاض المعركة مع 40,000 رجل: 20,000 من المشاة السلتيين والأيبيريين والإفريقيين و 11,000 فارس، بالإضافة إلى 9,000 من الرماة البلياريين.

## المعركة

Carthaginians
Romans

|   | المكان           | التعليق                                                  |
| - | ---------------- | -------------------------------------------------------- |
| 1 | معسكر القرطاجيين | غير معروف مكانه على وجه الدقة                            |
| 2 | فرسان القرطاجيين | 10,000 (5,000 في كلا الجناحين) والفيلة مقسمة عل الجناحين |
| 3 | مشاة القرطاجيين  | 29,000 جندي                                              |
| 4 | كتيبة ماجو برقا  | 1,000 فارس و 1,000 جندي مشاة                             |
| 5 | نهر تريبيا       |                                                          |
| 6 | فرسان الرومان    | 4,000 (2,000 في كلا الجناجين)                            |
| 7 | مشاة الرومان     | أكثر من 38,000 جندي                                      |
| 8 | معسكر الرومان    | معسكر تيبيريوس لونجيوس                                   |
| 9 | نهر بو           |                                                          |
| 0 | مدينة بياتشينزا  |                                                          |

### كمين ماجو برقا
كان شتاء 218 ق.م بارداً، ولم يكن سكيبيو قد تعافى من جروحه بعد. كما كان لونجيوس ما زال على تهوره وعناده تواقاً لتوجيه الضربات لحنبعل قبل أن يسترد سكيبيو عافيته ويصبح قادراً على القيادة، وخصوصا أن وقت انتخاب القناصل الجدد قد اقترب وهو ما كان لونجيوس يتطلع إليه، متجاهلاً نصيحة سكيبيو بعدم الهجوم برجاله الغير مدربين جيداً.
استغل حنبعل ذلك، وأعد خطة للاستفادة من اندفاع لونجيوس. لاحظ حنبعل ومنذ فترة طويلة مكاناً بين المعسكرين، على ضفة النهر سهلي وقليل الأشجار ومهيأ لعمل كمين، كما كان شديد الانحدار عند ضفة النهر، به نباتات شائكة كثيفة، وهنا نصب كميناً لمفاجأة العدو.
اعتمد حنبعل على شبكة من جواسيسه الغاليين الذين كانوا يطلعونه على أنشطة عدوه. وعندما أبلغوه باستعداد الرومان للمعركة. أصدر حنبعل تعليماته لأخيه الأصغر ماجو برقا بأن يأخذ ألف جندي مشاة وألف فارس، ليخفوا أنفسهم في الشجيرات تحت جنح الظلام، ليعدوا كميناً للرومان.

### استفزازات النوميديين
في الصباح، أرسل حنبعل بقية الفرسان النوميديين عبر نهر تريبيا لاستفزاز الرومان بمهاجمة معسكرهم ثم التراجع بسرعة لجذب الرومان إلى حيث ماجو ورجاله مختبئين. وصل الفرسان حتي أبواب المعسكر ثم هاجموا الحراس، وعندئذ، أرسل لونجيوس فرسانه لمطاردتهم، وبعد ذلك بوقت قصير أمر 6,000 من رماة الرماح، بتشكيل صف أمام الجيش عند بداية المعركة. وهكذا عمل الرماة ستار لـ 12,000 من المشاة الرومان و 20,000 من حلفائهم.

### الرومان يعبرون النهر
كان الثلج يتساقط يوم المعركة، لم تكن قوات الرومان قد تناولوا إفطارهم بعد، وعلى الرغم من ذلك أمرهم لونجيوس بعبور النهر، رغم برودة المياه. ولما وصلوا إلى الضفة المقابلة، كان الجنود الرومان قد تجمدوا حتى أنهم لم يتمكنوا من التقاط أسلحتهم. في الوقت نفسه، كان حنبعل على استعداد لاستقبالهم، وكان رجاله قد تناولوا إفطارهم، وفركوا أجسادهم بالزيت ليدفأوا، وأعدوا أسلحتهم. وما أن عبر نصف الجيش الروماني حتى هاجمهم القرطاجيون، ولما وجد حيلته قد نجحت، قرر أن يرفع من معنويات حلفائه الغاليين، وأمر جيشه كله بالهجوم ليحقق انتصارا حاسما.

### تعزيز حنبعل للجناحين
أمر حنبعل 8,000 من رماة الرماح البلياريين بتشكيل خط للمناوشة، ومن ورائهم 20,000 المشاة الأفارقة والأيبيريون والسلتييون، مع 10,000 فارس وعدد من الفيلة مقسم بين الجناحين.
انعطف الفرسان النوميديون فجأة وهاجموا الفرسان الرومان، وعندئذ، أمر لونجيوس بالتوجه نحو الجناحين. استهلك الرماة معظم أسلحتهم في مهاجمة الفرسان النوميديين، وعندما اقتربت الجيوش، أمرهم لونجيوس بالتقهقر نحو المؤخرة بسبب نقص ذخيرتهم خلف خطوط مشاته. وبالمثل، فعل حنبعل مع الرماة البلياريين، والذين سحبهم حنبعل نحو الجناحين.
وعلى النحو التالي، أصبح في القلب 32,000 جندي مشاة روماني في مواجهة 20,000 جندي مشاة قرطاجي. أما الجناحين، ففي كل منهما 2,000 فارس روماني في مواجهة 5,000 فارس قرطاجي و 4,000 من رماة الرماح وعدداً من الفيلة.

### الفخ
بعد تراجع الرماة الرومان خلف مشاتهم، أصبح المشاة في مواجهة نظرائهم القرطاجيين وبأفضلية عددية. وفي الوقت نفسه هاجمت الأجنحة القرطاجية الأجنحة الرومانية، ودفعوهم نحو النهر وتركوا المشاة القرطاجيين عرضة للخطر. كان انسحاب الفرسان الرومان نحو النهر أقرب ما يكون للهزيمة. وعندما رأى ماجو مؤخرة الجيش الروماني يتركون مواقعهم تحت ضغط انهيار معنوياتهم بفعل البرد والجوع والتعب، أمر ماجو جنوده أن يخرجوا من مخبأهم ويهاجموا مؤخرة الجيش الروماني. ولما أدرك الرومان في الجناحين والمؤخرة أنهم وقعوا في كمين، تركوا مواقعهم وفرّوا نحو النهر.
استغل حنبعل هروب الرومان بدون نظام نحو النهر، فأمر جنوده بأن يُعْمِلُوا فيهم القتل. كان معظم من سقط في المعركة هم من قتلى تلك المذبحة أو ممن غرقوا في النهر. هرب الفرسان الرومان على ظهور الخيل، بينما قتل معظم من كان مع لونجيوس من المشاة الإيطاليين في قلب الجيش، الذين لم يكونوا مدربين أو على دراية بالمعارك.

### تشكيل المربع الأجوف
قاد تيبيريوس لونجيوس قلب الجيش الروماني بنفسه في المعركة، وضم القلب المشاة الرومان المخضرمين الذين تصرفوا بحرفية عند فرار المؤخرة والجناحين، فتحرك البعض منهم بسرعة لملء في الجناحين والمؤخرة متخذين «تشكيل المربع الأجوف». في هذا التشكيل، يتوجه المشاة الرومان جميعاً نحو الأطراف تاركين المركز أجوف، حيث مقر القيادة وحيث يسعف الجرحى. استطاع الرومان بهذا التشكيل صد جميع هجمات القرطاجيين ضدهم، فركز القرطاجيون بدلا من ذلك على الرجال الذين هربوا نحو النهر. استطاع لونجيوس أن ينسحب بمن بقي من رجاله إلى بياتشينزا.

## النتائج
بعد أيام، استولى حنبعل على مستودع للإمدادات في فيدجيفانو بعد أن هزم سكانها وحلفائهم من القبائل الغالية في معركة صغيرة. وعندما وصلت الأنباء إلى روما بأن كلا القنصلين هُزما في تيسينيوس وتريبيا، أصيب السكان بالذعر وتوقعوا أن يروا حنبعل عند أبواب مدينتهم. في الواقع، لم تكن الهزائم كارثية، فقد استطاع أكثر من فيلقان ونصف فيلق الهروب من ميدان المعركة، كما كان هناك 3 فيالق تحت إمرة سكيبيو لم تشارك في القتال، وفيلقان ما زالا في هسبانيا. أي أن هنالك 7.5 فيالق ما زالت طوع أمر مجلس الشيوخ الروماني.
استطاع لونجيوس الفرار من الفرسان القرطاجيين أثناء عودته إلى روما، لحضور انتخاب القناصل. انتخب قنصلين جديدين وهما جنايوس جيمينوس وجايوس فلامينيوس نيبوس. طالب القنصلان الجديدان بالآتي:
- تشكيل فيالق جديدة من الرومان وحلفائهم، لإرسال تعزيزات إلى سردينيا وصقلية.
- إرسال حاميات إلى تارانتو وغيرها من مدن الشمال.
- بناء أسطول مكون من 60 سفينة جديدة.
- أنشاء مستودعات للإمداد في أريتسو وريميني في إتروريا استعدادا للانطلاق نحو الشمال.
- مطالبة "هيرو الثاني"" ملك سرقوسة بإرسال مساعدات عسكرية، الذي أرسل بدوره 1,500 رجل.

خلال الشتاء، عسكر جايوس فلامينيوس في أريتسو، في حين عسكر جنايوس جيمينوس في ريميني. ومع الربيع، قرر حنبعل مهاجمة إتروريا الواقعة جنوب تريبيا.